# Pajzstartók

Az Egyesült Királyság címere baloldalt az oroszlánnal, jobboldalt az unikornissal.

A pajzstartó alakok a címertanban azok a heraldikai elemek, amelyeket a pajzs két oldalára helyeznek, és ezek tartják a pajzsot. Ezek az alakok lehetnek igazi vagy képzeletbeli állatok, emberi alakok, ritkábban növények vagy élettelen tárgyak. Gyakran lehet itt tájjellegű foglalkozásokat űzőket felfedezni, mint például a halász és az ónbányász, amelyek Cornwall címerében szerepelnek, vagy egy történelmi összefüggésben, mint Anglia oroszlánja, és Skócia egyszarvúja az Egyesült Királyság címerében.

## Magyarország
Magyarországon is előfordulnak pajzstartók a címerekben, például a Magyar Királyság középcímerében, vagy a Cseszneky és Esterházy család címerében. A pajzstartókra nem vonatkoznak a heraldika szigorú színtörvényei, eredetileg arra szolgált, hogy a címer épületen való alkalmazásakor a pajzsot ki tudják emelni a fal szintjéből. A tartók száma lehet 1 (a pajzs mögött), 2 (a pajzs két oldalán) vagy 4 (a pajzs négy szegletében).

A Magyar Királyság középcímere 1915-ből

## Egyesült Királyság
Az Egyesült Királyságban a pajzstartók jellemzően a különleges királyi kegy jelei, amelyeket az uralkodó egyes esetekben megad. Az örökletes pajzstartók általában az adományozott egyenes ági leszármazóira vannak korlátozva, a királyi család bizonyos tagjaira, a skót klánok főnökeire, és olyan skót feudális bárókra, akiknek a bárói rangjai 1587 előtt kelteztek. Nem örökletes pajzstartókat adnak meg lovagoknak, élettársaknak, vállalatoknak, de csak amelyeknek van királyi oklevelük.